# Stethoclip

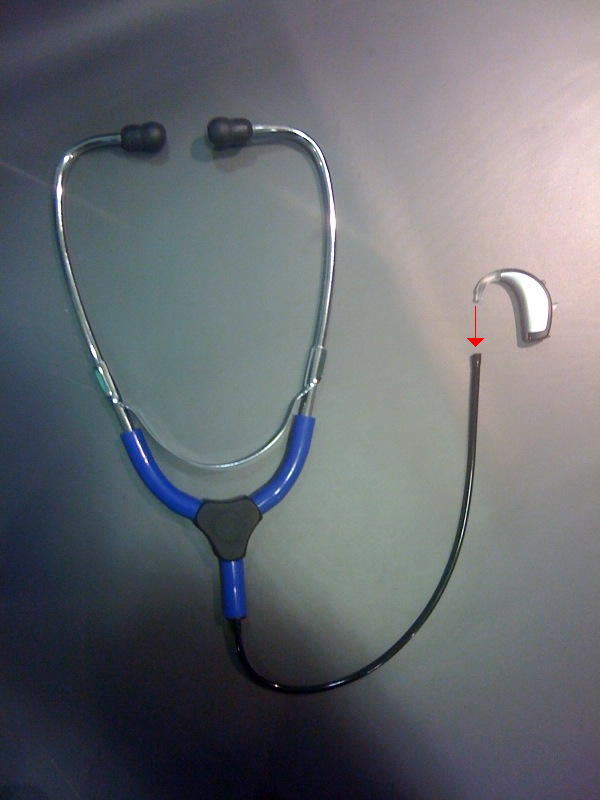
Hörgerät (rechts) an einem Stethoclip

Ein Stethoclip (oder Stetoclip) ist ein Gerät, das der Hörgeräteakustiker benutzt, um Hörgeräte abzuhören.

## Funktionsweise
Das Stethoclip besteht, ähnlich wie ein Stethoskop, aus einem Bügel aus Metall oder Kunststoff und einem flexiblen Schlauch. Dieser wird auf den Winkel des Hörgeräts gesteckt, um das Hörgerät auf Funktion und Klang zu testen. Hierdurch ist nahezu derselbe Klang vernehmbar, den der Hörgeräteträger hören würde. Mithilfe eines IO-Adapters ist das Stethoclip auch für Im-Ohr-Geräte geeignet.

## Bauformen
Es gibt verschiedene Bauformen des Stethoclips sowie auch des IO-Aufsatzes.

### Stethoclip
Das einfache Stethoclip besteht aus einem Kunststoffbügel, an dem ein dünner Schlauch befestigt wird.
Qualitativ hochwertigere Stethoclips bestehen aus einem Metallbügel mit Gummiaufsätzen, die ins Ohr kommen, die Befestigung des Schallschlauchs variiert.

### IO-Adapter

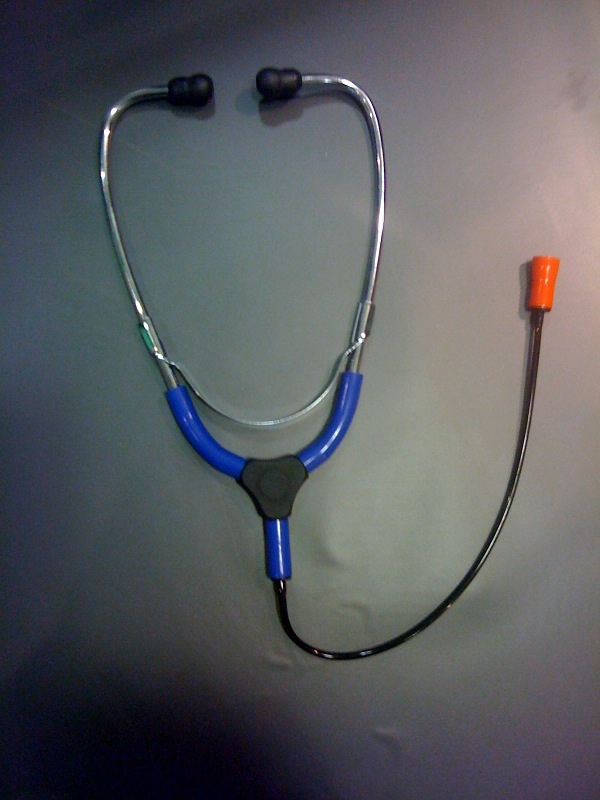
Stethoclip mit IO-Adapter

Auch bei den Adaptern gibt es verschiedene Varianten: einen einfachen Gummiadapter, der auf den Schlauch gesteckt wird, und einen etwas stabileren Adapter aus Kunststoff und Gummi, der in den Schlauch geschoben wird.

## Vorgehensweise
Bei einem HdO (Hinter-dem-Ohr-Gerät) wird der Schallschlauch des Stethoclips über den Winkel des Hörgeräts und die Gumminoppen des Bügels in die Ohren gesteckt; bei einem IO (Im-Ohr-Gerät) benutzt man einen Adapter. Nach dem Einschalten des Geräts wird der Schall durch den Schallschlauch und den Bügel zum Ohr des Abhörers weitergeleitet. Einige Geräte können durch die extreme Verstärkung zu Schäden im Ohr eines Normalhörenden führen. Hierfür gibt es auch Lautstärkedämpfer an manchen Stethoclips bzw. Dämpfer, die zwischen Stethoclip und Gerät gesteckt werden. Bei schwächeren Geräten reicht oft auch bereits ein Abknicken des Schlauchs. Durch einen Sprachtest des Hörgeräteakustikers wird die Funktionsweise getestet und überprüft, ob das Gerät die volle Leistung bringt oder ob es defekt ist.